# Sächsisch-Thüringisches Kaltblut
Das Sächsisch-Thüringische Kaltblut ist eine Kaltblutpferderasse.
Hintergrundinformationen zur Pferdebewertung und -zucht finden sich unter: Exterieur, Interieur und Pferdezucht.

## Exterieur
Es sind meistens Rappen, Füchse und Braune, gelegentlich Fuchs- und Braunschimmel, seltener Rapp- oder Mohrenkopfschimmel. Die Größe beträgt durchschnittlich 1,62 m (1,58 bis 1,65). Die mittelschweren, harmonischen Kaltblüter haben einen kräftigen muskulösen Hals und Körperbau mit schräg angesetzten Schultern, meistens gute, kräftige Hufe, nicht selten lange Mähnen und Fesselbehang.

## Interieur
Es sind leistungsstarke und arbeitswillige Kaltblüter, sie haben raumgreifende Gänge und einen gutmütigen Charakter.

## Zuchtgeschichte
Ursprünglich wurde in Sachsen und Thüringen, vorwiegend im Bereich Gestüt Merseburg, Torgau, Moritzburg und ab 1765 im Erzgebirge gezüchtet. Gestüt Allstedt wurde erstmals im 12. Jahrhundert erwähnt, Zuchtgrundlage für Noriker, Percherons und Shires Mitte des 19. Jahrhunderts in Sachsen.
Brandzeichen: Wagenrad (altes Brandzeichen) oder Sachsenkrone (neues Brandzeichen).